# Templo de San Sebastián (Chiapa de Corzo)
Las ruinas del Templo de San Sebastián están ubicadas en la Ciudad Colonial de Chiapa de Corzo, sobre el cerro de San Gregorio. Construcción del siglo XVII cuya existencia denota la importancia económica y demográfica de la ciudad en la época colonial. Fue destruido por un fuerte sismo a finales del siglo XIX.
El templo de San Sebastián de arquitectura Mudéjar, tiene una planta de tres naves separadas por arquerías derrumbadas en fecha reciente, por una tromba en 1993; arcos y una ventana de influencia Morisca. Quedan en pie su ábside y su fachada que se inscribe en la modalidad de fachada-retablo con nichos entre las pilastras. 
Fue el Fuerte Independencia durante la batalla de 21 de octubre de 1863 y desde ella se aprecia una vista panorámica excepcional del conjunto urbano volcado sobre el paisaje del río Grande. A pesar de encontrarse en ruinas con el paso del tiempo se ha convertido en un monumento simbólico para la Ciudad de Chiapa de Corzo, por lo que se cuida. Por ello su estructura se ha reforzado con materiales de construcción. Ya que se utiliza para ritos religiosos y también otros eventos sociales.
Actualmente a un costado del templo se encuentra una imagen de la Virgen de Guadalupe, por lo que el Templo revive con las peregrinaciones anuales de esta festividad.

## Galería

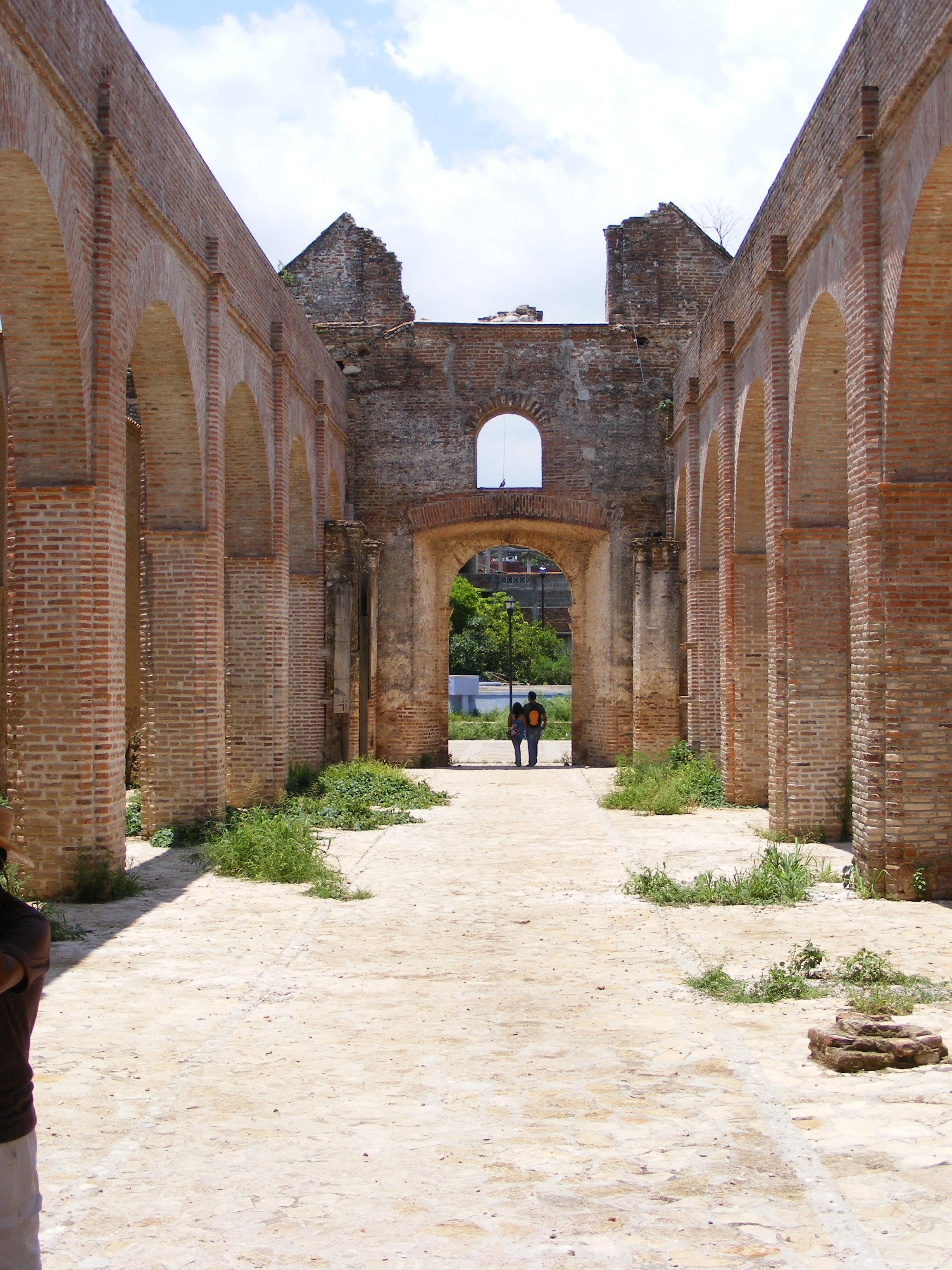
Nave principal.
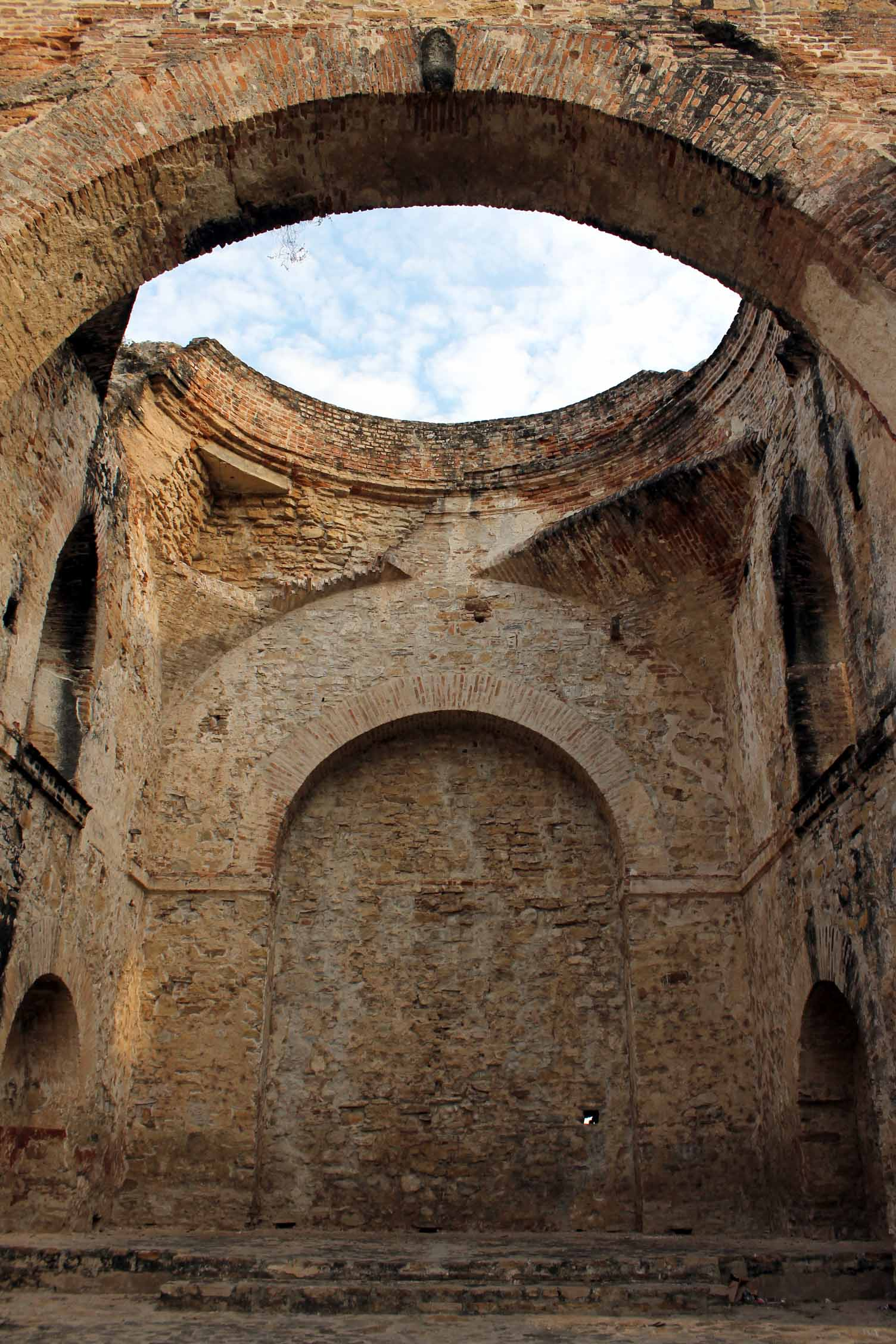
Ábside.
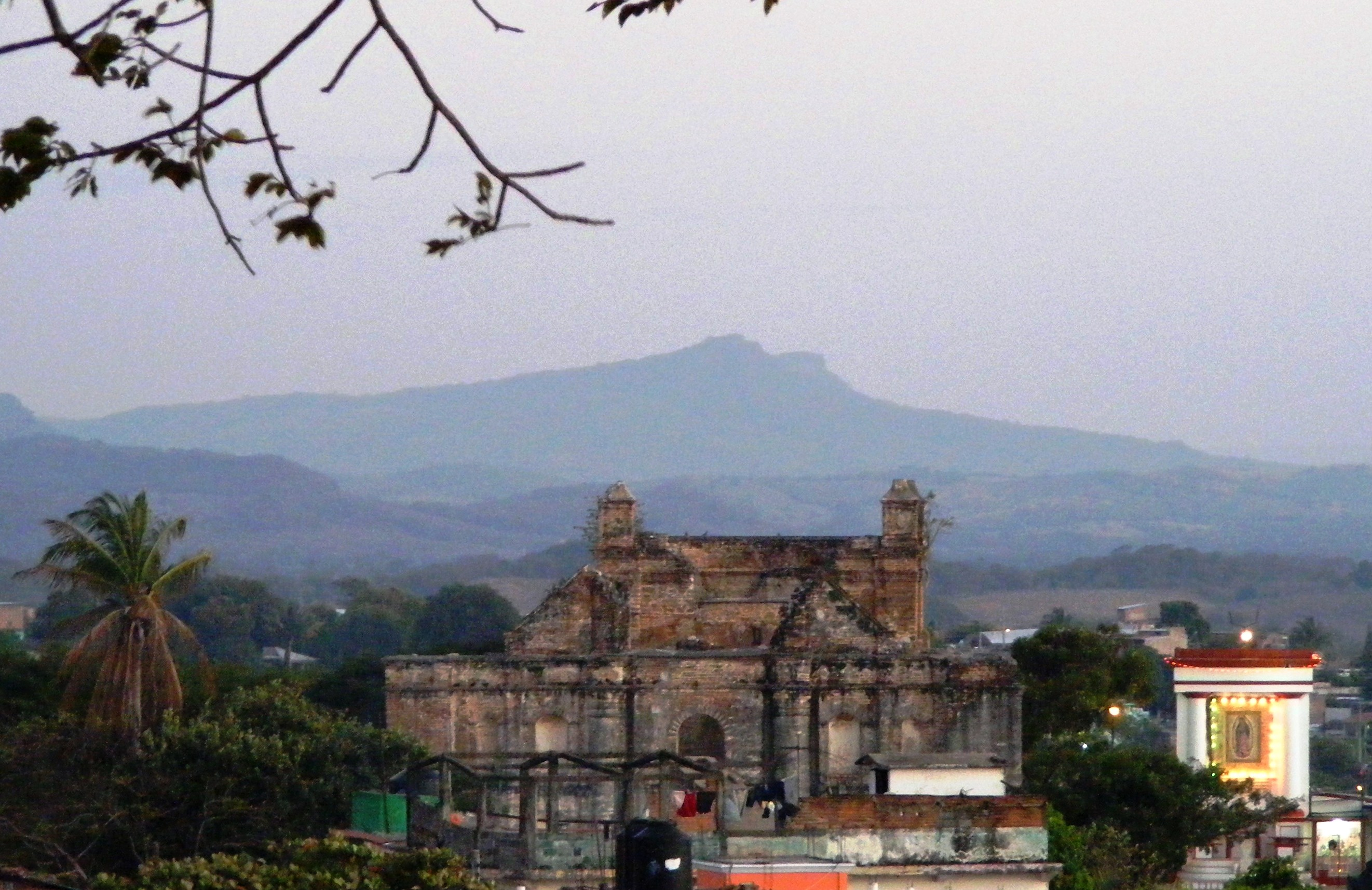
Vista del Altar de la Virgen de Guadalupe.